# Masan (vampyr)
Masan är en barnvampyr inom indiska skräckhistorier och mytologi. Masan levde på andra barns blod. Om man korsade hans skugga blev man hans nästa offer.